# Peter Schmidt (Journalist)
Peter Schmidt (* 27. April 1938 in Karlsruhe) ist ein deutscher Journalist und Autor.

## Leben
Schmidt ist der Sohn eines pfälzischen Lehrers aus Speyer. Seit 1958 arbeitete Peter Schmidt als fester Mitarbeiter bei verschiedenen Zeitungen. 1960 absolvierte er ein Volontariat bei der „Die Rheinpfalz“ und danach bei der „Speyerer Tagespost“ im Klambt-Verlag. Anschließend folgte ein Zeitschriftenvolontariat.
Bei der Speyerer Tagespost war er als Chefredakteur tätig und prägte das Blatt bis zu seinem Ruhestand.
Zusätzlich zu seiner Arbeit für die Tagespost verfasste er Beiträge in  Zeitschriften und Zeitungen zum Thema Zeitgeschichte.
In Fachbüchern veröffentlichte er über die Architektur des 19. Jahrhunderts und über die Geschichte der Juden. Daneben veröffentlichte er ein Kinderbuch und unter dem Pseudonym Peter Biron einen Roman.

## Werke
- Der schwarze Charles, Kinderbuch, 1990
- Speyer im 20. Jahrhundert, 1999
- In Speyer unterwegs, literarisch-historische Wanderungen. Dritte, vollständig überarbeitete und neukonzipierte Auflage mit Beiträgen und Übersetzungen in Englisch, Französisch, Italienisch, Russisch, Israelisch, im Jahr 2001.
- Und zwei von ihnen wurden gerettet, Beitrag in „Die Juden von Speyer“, herausgegeben vom Historischen Verein der Pfalz anlässlich der Ausstellung „Die Juden im Mittelalter“.
- Bella Marie, Brutaler Mord in der Pfalz, nach einer wahren Begebenheit im Speyer der Nachkriegszeit, Krimi/Roman, Mai 2007 im AGIRO Verlag.